# Mi si scioglie la bocca
Mi si scioglie la bocca è un singolo del cantautore italiano Diodato, pubblicato il 30 dicembre 2016 come unico estratto dal terzo album in studio Cosa siamo diventati.

## Videoclip
Il videoclip della canzone è stato pubblicato il 18 gennaio 2017 ed è stato diretto da Imperat.

## Tracce
1. Mi si scioglie la bocca – 4:29